# Mantorp
Mantorp es una localidad situada en el municipio de Mjölby, provincia de Östergötland, Suecia. Contaba con 3.671 habitantes, según el censo de 2010. En el centro de Mantorp se celebra anualmente un pequeño Mercado navideño. La localidad está rodeada de tierras de cultivo. La ciudad de Mjölby se halla a unos 10 km de distancia y la ciudad de Linköping, a unos 20-30 km de distancia.
Mantorp es conocida por su pista de carreras Mantorp Park y su pista de pruebas de caballos de trote. También hay un centro comercial llamado Depot Mantorp (antes llamado Mobilia).